# 馬里運輸航空
馬里運輸航空是一間基地於巴馬科的包機航空公司，樞紐機場為巴馬科國際機場。

## 機隊
馬里運輸航空的機隊如下（2008年5月）：
- 1架波音727-200 （由馬里政府擁有）

## 外部連結
- 馬里運輸航空機隊